# Leptanillinae
Leptanillinae là một phân họ kiến, gồm 2 tông Anomalomyrmini và Leptanillini.

## Phân loại
- Anomalomyrmini

- Anomalomyrma Taylor, 1990

- Anomalomyrma taylori Bolton, 1990

- Protanilla Taylor, 1990

- Protanilla bicolor
- Protanilla concolor
- Protanilla furcomandibula
- Protanilla rafflesi Taylor, 1990

- Leptanillini

- Leptanilla Emery, 1870

- Leptanilla africana Baroni Urbani, 1977
- Leptanilla swani Wheeler, 1932
- Leptanilla kubotai Baroni Urbani, 1977
- Leptanilla palauensis (Smith, 1953)
- Leptanilla santschii Wheeler & Wheeler, 1930
- Leptanilla vaucheri Emery, 1899
- Leptanilla theryi Forel, 1903
- Leptanilla tenuis Santschi, 1907
- > 30 more species

- Phaulomyrma G.C. Wheeler & E.W. Wheeler, 1930

- Phaulomyrma javana Wheeler & Wheeler, 1930 — Java

- Yavnella Kugler, 1987

- Yavnella argamani Kugler, 1987
- Yavnella indica Kugler, 1987